# Zeuzera pyrina
Il rodilegno giallo, o falena leopardo (Zeuzera pyrina (Linnaeus, 1761)), è un lepidottero appartenente alla famiglia Cossidae, diffuso in Europa.
La larva di questo insetto vive come xilofaga a spese di numerose specie vegetali, tra cui alcuni alberi da frutto (susino, melograno, albicocco, mandorlo, pesco, ciliegio, melo, pero, olivo).

## Descrizione

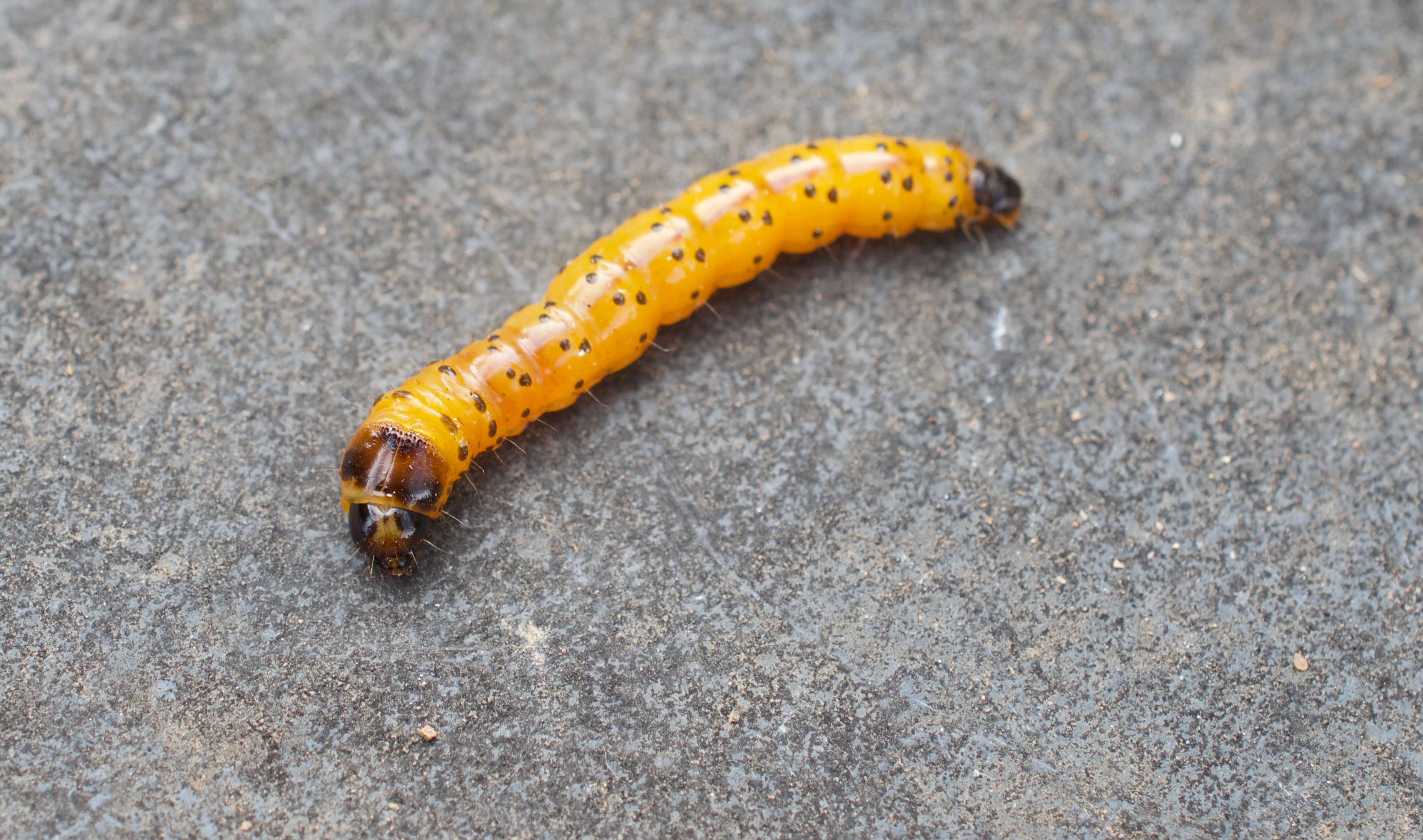
Larva

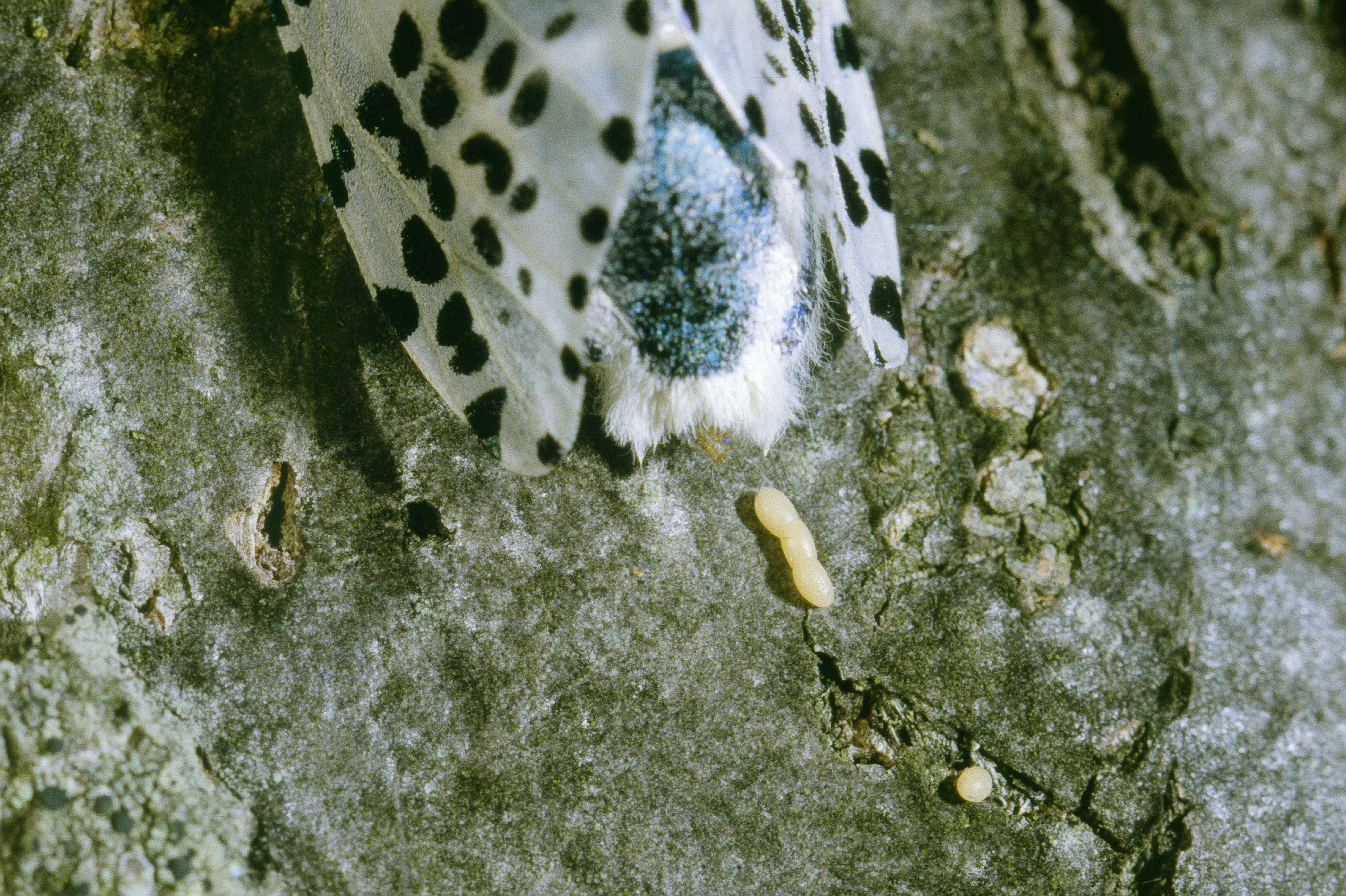
Deposizione delle uova

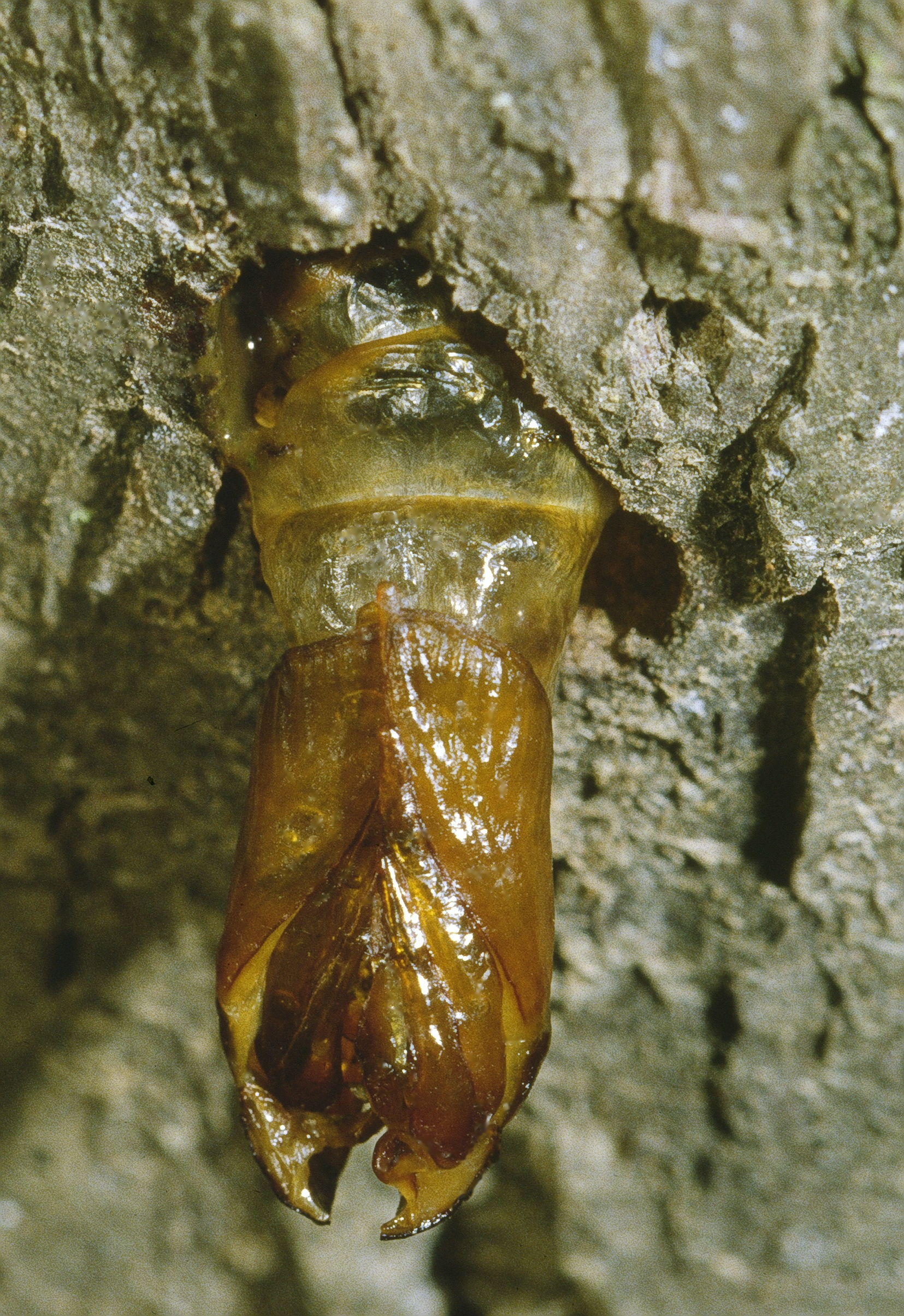
Crisalide vuota

### Adulto
La farfalla adulta ha un'apertura alare di 70-100 mm 
Le ali si presentano bianche maculate di nero dai riflessi bluastri; il torace, anch'esso di colore bianco, è ricoperto da una peluria vellutata; sul quale  spiccano sei macchie nere disposte su due file; l'addome è scuro e allungato.

Oltre che per le dimensioni, i due sessi differiscono per la forma delle antenne, più sottili nella femmina. Nel maschio sono marcatamente più grosse, con l'eccezione degli articoli terminali.

### Uova
Le uova, deposte in gruppi di alcune centinaia, misurano 1 x 1,3 mm circa e sono dapprima di colore giallo chiaro, virando verso il rosa con il progredire dello sviluppo embrionale.

### Larva
Le larve appena nate sono di colore rosa, successivamente addome e torace acquisiscono una colorazione giallo-crema, con numerosi puntini di colore nero sul dorso, mentre la testa assume un colore nero lucente. A maturità misurano 50–60 mm di lunghezza.

### Pupa
La crisalide, lunga circa 40 mm, ha una colorazione bruno-giallastra.

## Distribuzione e habitat
Ha una ampia diffusione in tutta la regione paleartica: è presente in Europa, nel Nordafrica e nell'Asia settentrionale ed è stata introdotta, involontariamente, dall'uomo anche in Nord America e Sudafrica.

## Biologia
È una specie fitofaga e polifaga. Le larve svernano all'interno di gallerie scavate nella zona midollare del tronco e dei rami, prediligendo alberi di Acer, Fagus, Alnus, Ulmus, Tilia, Salix, Corylus,  Fraxinus, Crataegus, Platanus, Quercus. In frutticoltura sono particolarmente dannose sui fruttiferi dei generi Malus e Prunus e, nell'Italia meridionale, sull'olivo. Le uova vengono deposte nelle screpolature della corteccia o nelle ferite da innesto, in gruppi numerosi, talvolta fino a qualche centinaio. Ogni femmina può deporre in media 5-700 uova, ma è stato accertato che, in casi eccezionali, una femmina può arrivare a deporre anche oltre 2000 uova.
Il comportamento dei bruchi è complesso e si differenzia da quello del rodilegno rosso. Inizialmente sono prettamente fillofaghe e si nutrono a spese degli apici dei giovani germogli e di foglioline, successivamente diventano xilofaghe e minatrici. A differenza del rodilegno rosso, l'attività xilofaga si esercita a partire dai germogli fino ad interessare i rami e le branche; poco frequente è l'attacco al fusto a meno che non si eserciti su giovani piante o su piante in vivaio. Tuttavia, durante il loro sviluppo si spostano anche 4-5 volte, pertanto, il danno è altrettanto grave.
Una volta fuoriuscite dalle uova, le larve si dirigono alla ricerca di tessuti vegetali teneri, quali apici e germogli.
L'attacco consiste in un piccolo foro del diametro di 2 o 3 mm attraverso cui la larva entra nel tronco. In seguito, rode il legno sottostante la corteccia creando una camera di circa 30 mm di diametro e 5 mm di profondità. Durante questa fase è possibile accorgersi della sua presenza dalla fuoriuscita di liquido dal forellino di ingresso e dal colore scuro della corteccia attorno al foro dove è stato roso il legno sottostante. Sono presenti anche delle piccole sfere di legno tritato che viene espulso dalla larva.
Una volta creata questa camera la larva scava una galleria ascendente nel tronco del diametro di 5–7 mm. Nel fondo della galleria la larva si trasforma in pupa. Dopo il periodo di incubazione, che può durare da 2 settimane a più di un mese a seconda dei climi, la pupa si muove fino all'ingresso della galleria, rompe la corteccia ormai seccata, lascia il guscio incastrato e vola via. Lo sfarfallamento avviene a partire da fine maggio fino ad agosto.

## Dinamica di popolazione
Il ciclo della Zeuzera pyrina si differenzia secondo le regioni. Nell'Europa continentale il ciclo è biennale, con svernamento allo stadio di larva protetta all'interno delle gallerie. Nelle regioni mediterranee si sovrappongono due cicli, uno annuale e uno biennale. In ragione di questa complessità, gli sfarfallamenti si protraggono per un periodo piuttosto lungo. L'inizio dei voli si ha nel mese di maggio, da parte della generazione svernante, mentre gli adulti delle generazioni annuali sfarfallano in tarda estate fino a settembre-ottobre. I picchi di cattura si rilevano con una maggiore intensità nei mesi di luglio e agosto.

## Mezzi di controllo
Il controllo della Zeuzera pyrina non è facile per due motivi. Il primo risiede nel comportamento degli adulti, i quali hanno un periodo di sfarfallamento piuttosto lungo, che si protrae da maggio fino agli inizi dell'autunno, rendendo difficile l'individuazione dell'epoca in cui si concentrano le ovideposizioni. Il secondo risiede nella difficoltà di individuare e raggiungere le larve quando sono nella fase xilofaga. I danni, inizialmente, possono essere confusi con quelli causati da altre larve minatrici che attaccano i germogli (ad esempio l'Anarsia) e un intervento tardivo, oltre ad essere poco efficace, non rimedia al danno già causato. Nelle infestazioni di grado lieve, e su piccole superfici, si possono eliminare i rami colpiti intervenendo con una radicale potatura. Per quanto riguarda i rami più grossi e i tronchi, l'unica maniera efficace è la rimozione meccanica mediante un filo di ferro tenero. Si tratta tuttavia di accorgimenti improponibili su grandi superfici e che non garantiscono il successo.
L'applicazione di insetticidi fumiganti, introdotti nei fori, può essere anch'essa poco efficace in quanto le larve si proteggono, in particolare durante i periodi caldi e asciutti, con diaframmi di rosura che otturano le gallerie. I trattamenti insetticidi sono efficaci quando sono attaccati germogli e, quindi, nelle fasi iniziali; in questo caso si ricorre ad insetticidi ad azione sistemica, in grado di diffondersi all'interno dell'organo colpito entrando nel flusso linfatico. Tali insetticidi, per lo più fosforganici, hanno in genere un ampio spettro d'azione e possono rivelarsi dannosi nei confronti dell'entomofauna utile; il loro impiego è perciò limitato ai vivai, dove gli attacchi del rodilegno sono particolarmente temibili.
In condizioni operative i mezzi di lotta più efficaci consistono nella lotta biotecnica, integrata eventualmente dalla lotta biologica. Fra i metodi applicabili si annoverano i seguenti:
- confusione sessuale[1]: consiste nella disposizione di erogatori di feromone sessuale con una densità tale da entrare in competizione con il feromone emesso dalle femmine; in questo modo i maschi sono disorientati e non riescono a raggiungere le femmine, con conseguente riduzione del numero di accoppiamenti. Affinché sia efficace, la confusione sessuale richiede la disposizione di almeno 300 erogatori ad ettaro e l'integrazione con altri metodi di lotta.
- Cattura massale[2][3]: consiste nella disposizione di trappole chemiotropiche innescate con il feromone sessuale, attive contro i maschi. La densità delle trappole deve essere di 10-20 dispositivi ad ettaro.
- Monitoraggio della popolazione[2][3]: è indispensabile, contro questa specie, quando si voglia intervenire con la lotta guidata a causa del lungo arco di tempo in cui si svolge lo sfarfallamento. Si effettua con l'impiego di trappole chemiotropiche innescate con il feromone sessuale e, quindi, attive contro i maschi. A differenza del metodo precedente, che consiste in un mezzo di lotta diretto, l'uso delle trappole per monitoraggio è un mezzo biotecnico ausiliario, perciò è richiesta una minore densità (1-3 trappole ad ettaro) collocate nella parte alta delle chiome. Il picco di cattura precede gli accoppiamenti e le ovideposizioni, perciò indica il momento più opportuno per l'esecuzione di trattamenti ovicidi o diretti contro le larve giovani, a circa tre settimane dall'inizio degli sfarfallamenti.
- Lotta chimica[2][3]: la lotta chimica, applicata secondo i criteri della lotta guidata o della lotta integrata consiste nell'impiego di sostanze chimiche ad azione insetticida. Le azioni di intervento sono riconducibili a tre tipologie:
  - Trattamenti larvicidi con prodotti sistemici. Consistono nell'impiego di insetticidi fosforganici ad azione sistemica, in grado di uccidere le larve per ingestione o per contatto all'interno dei germogli (es. fosfamidone, fenitrotion, azinphos-metile). L'uso di questi insetticidi ha un impatto ambientale non trascurabile a causa della loro elevata tossicità e dello spettro d'azione relativamente ampio, perciò va limitato in generale ai giovani impianti e alle piante in vivaio. Questi trattamenti non hanno alcuna efficacia contro le infestazioni in stato avanzato, quando le larve hanno ormai attaccato il legno dei rami o del fusto.
  - Trattamenti con chitinoinibitori. Consistono nell'uso di insetticidi azotorganici di nuova generazione (teflubenzuron, triflumuron): il loro effetto è selettivo in quanto agiscono come chitinoinibitori e impediscono pertanto la muta arrestando lo sviluppo larvale e la metamorfosi. L'impiego degli inibitori della sintesi della chitina è efficace solo se coadiuvato dal monitoraggio degli adulti. Si tratta di un intervento pienamente compatibile con i principi della lotta integrata in quanto i chitinoinibitori sono prodotti a bassissimo impatto ambientale e dotati di una tossicità modesta, se non nulla, nei confronti dei Vertebrati.
  - Trattamenti fumiganti contro le larve xilofaghe. Consistono nell'immissione, all'interno delle mine, di insetticidi spray, in generale a base di propoxur, chlorpyriphos e piretroidi in formulazione mista, che si diffondono nella galleria fino a raggiungere le larve. Questi trattamenti rappresentano il tentativo estremo di intervenire contro le larve che si sono ormai sviluppate all'interno dei rami. Oltre ad avere un'efficacia limitata, per l'aleatorietà del successo, sono improponibili per interventi su ampia scala, soprattutto in caso di massicce infestazioni.
- Lotta biologica[2][3]: di più recente concezione, consiste nell'impiego di Nematodi entomopatogeni delle specie Steinernema carpocapsae e Steinernema feltiae, disponibili in formulati commerciali da irrorare in prossimità delle mine. I nematodi penetrano nelle gallerie fino a raggiungere le larve. In alternativa si possono impiegare formulati a base di Beauveria bassiana, un fungo entomopatogeno.